# Santa Caterina d'Alessandria (Artemisia Gentileschi Uffizi)
Santa Caterina d'Alessandria è un dipinto a olio su tela realizzato da Artemisia Gentileschi tra il 1618 e il 1619, attualmente conservato presso la Galleria degli Uffizi di Firenze. Presumibilmente Gentileschi utilizzò lo stesso cartone o lo stesso disegno preparatorio per creare anche l'Autoritratto come santa Caterina d'Alessandria, esposto alla National Gallery di Londra e con cui presenta notevoli affinità.

## Storia
Non vi sono sufficienti informazioni per avere una collocazione temporale certa della tela, anche se gli storici dell'arte sono concordi nel ritenere sia stata dipinta durante il soggiorno fiorentino dell'artista, quando in città si trovava anche Caterina di Ferdinando de' Medici.  Le raffigurazioni di una santa come Caterina d'Alessandria, nota per la sua bellezza e per la sua umiltà, divennero molto apprezzate nella Firenze dell'epoca, poiché gli artisti cercavano il mecenatismo dei Medici. A tal proposito, gli studiosi hanno anche notato la somiglianza tra la corona indossata dalla santa con quella realizzata per il granduca Ferdinando I de' Medici.
Nel 1683, il dipinto fu documentato all'interno della collezione della Villa medicea di Artimino a Carmignano, nella serie dei ritratti delle "Bellezze". Nel 1890 risultava, invece, presso la Galleria dell'Accademia. Una significativa operazione di restauro fu effettuata nel 1966, in un momento in cui si riteneva che l'opera fosse troppo fragile per essere esposta al pubblico. La Santa Caterina subì dei danni nel 1993, a causa dell'attentato della strage di via dei Georgofili, e fu in seguito restaurata.

## Descrizione

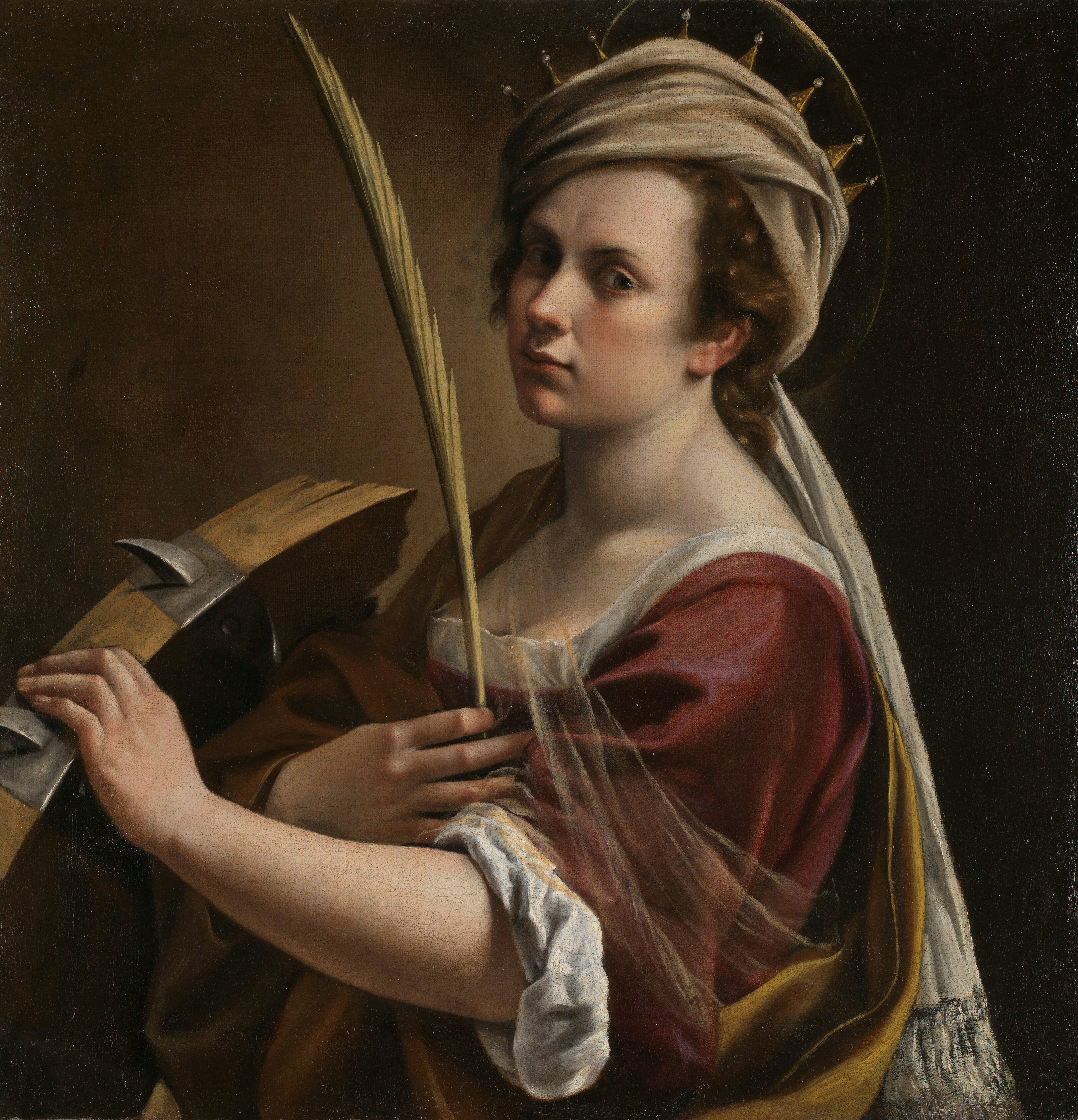
Artemisia Gentileschi, Autoritratto come santa Caterina d'Alessandria, 1615-1617, olio su tela, Londra, National Gallery.

L'opera raffigura Caterina d'Alessandria, martire vissuta tra il III e il IV secolo e figlia del re Costa, la quale sfidò l'imperatore Massenzio (o Massimino Daia, secondo taluni) con la sua strenua difesa della fede cristiana. L'imperatore, colpito dalla bellezza e dalla cultura della giovane, non riuscì in alcun modo a convincerla a onorare gli dei. Pertanto, la condannò a morte per il tramite del supplizio della ruota; tuttavia, quando Caterina era già posta sulla ruota dentata, dal cielo un fulmine spaccò lo strumento a metà. Fu quindi decapitata e lentamente si sviluppò un sentimento di devozione nei suoi confronti. Nel dipinto, la santa è rappresentata con un affascinante abito rosso, mentre sul capo indossa una corona sfarzosamente arricchita da gemme preziose. Nella mano destra tiene la palma del martirio e la sinistra si poggia sulla ruota dentata spaccata a metà, attributo della santa. 

### Indagini scientifiche
Nel 2019, la tela fu esaminata dai restauratori dell'Opificio delle pietre dure. Analisi ai raggi X, infrarossi e ultravioletti hanno dimostrato che Gentileschi modificò la composizione in fase di realizzazione. Il disegno sottogiacente ha infatti rivelato una testa femminile con turbante, rivolta verso lo spettatore, mentre invece nella versione finale la santa indossa una corona e rivolge lo sguardo al cielo; le caratteristiche originarie furono invece mantenute per l'Autoritratto come santa Caterina d'Alessandria. Avendo quasi sicuramente adoperato lo stesso cartone o lo stesso disegno preparatorio, è possibile desumere che Gentileschi scegliesse di utilizzare la sua stessa figura per la rappresentazione di donne martiri. In aggiunta, l'esame ai raggi X ha permesso di scoprire un terzo volto antecedente, poi completamente coperto nella versione finale. Esso è stato ritenuto un possibile abbozzo per un'opera mai portata a termine, a dimostrazione del fatto che Gentileschi riutilizzava le proprie tele. Secondo taluni storici dell'arte, nella Santa Caterina d'Alessandria è possibile identificare una persona realmente esistita (potrebbe trattarsi di Caterina di Ferdinando de' Medici, di Maria Maddalena d'Austria o dell'artista stessa).